# Eurovision Dance Contest
Der Eurovision Dance Contest war ein jährlich stattfindender Tanzwettbewerb. Organisiert wurde er von der Europäischen Rundfunkunion (EBU), die auch für den Eurovision Song Contest und Junior Eurovision Song Contest zuständig ist. An dem Wettbewerb konnten Tanzpaare aus verschiedenen Ländern teilnehmen.
Der Wettbewerb sollte jährlich stattfinden, es gab jedoch nur zwei Ausgaben in den Jahren 2007 und 2008. Die dritte Auflage, die im Jahr 2009 hätte stattfinden sollen, wurde erst auf 2010 verschoben und schließlich auf unbestimmte Zeit ausgesetzt.
Im Gegensatz zum Eurovision Song Contest und Junior Eurovision Song Contest entscheidet beim Eurovision Dance Contest nur das Televoting.

## Idee
Im Wettbewerb schickte jedes Land ein Tanzpaar ins Rennen. Jedes Paar führte zwei Tänze vor, wobei es sich beim ersten um einen klassischen Turniertanz handelte und der zweite nationaltypische Elemente aufweisen sollte. Ein Experte kommentierte für jedes Land die Auftritte. Die Zuschauer wählten schließlich per Televoting ihr Favoritenpaar, wobei nicht nur die tänzerische Leistung, sondern auch die Choreographie sowie die Musik- und Kostümwahl berücksichtigt werden sollten.
Die erste Ausgabe der Show wurde am 1. September 2007 von der BBC in London ausgetragen. Die BBC übernahm auch die Organisation der zweiten Ausgabe 2008.
Bei der zweiten Ausgabe gewann Polen mit dem Paar Edyta Herbuś & Marcin Mroczek mit 154 Punkten. Bemerkenswert ist auch, dass sie vor dem Televoting erst 20 von möglichen 48 Punkten von der Jury hatten.
Der ursprünglich für September 2009 geplante 3. Eurovision Dance Contest sollte in der aserbaidschanischen Hauptstadt Baku stattfinden. Aufgrund des geringen Interesses seitens der nationalen Fernsehsender wurde der Wettbewerb auf den Herbst 2010 verschoben. Gastgeber blieb Aserbaidschan. Im Januar 2010 gab Svante Stockselius bekannt, dass der Eurovision Dance Contest vorerst nicht mehr stattfinden wird.

## Übersicht der Veranstaltungen
Der Wettbewerb fand zwischen 2007 und 2008 statt.
| Jahr | Gastgeber                       | Teilnehmer                               | Sieger                                   | Sieger                                   | Zweitplatzierter                         | Zweitplatzierter                         | Drittplatzierter                         | Drittplatzierter                         |
| Jahr | Gastgeber                       | Teilnehmer                               | Land                                     | Tanzpaar                                 | Land                                     | Tanzpaar                                 | Land                                     | Tanzpaar                                 |
| ---- | ------------------------------- | ---------------------------------------- | ---------------------------------------- | ---------------------------------------- | ---------------------------------------- | ---------------------------------------- | ---------------------------------------- | ---------------------------------------- |
| 2007 | Vereinigtes Königreich, London  | 16                                       | Finnland                                 | Katja Koukkula & Jussi Väänänen          | Ukraine                                  | Yulia Okropiridze & Illya Sydorenko      | Irland                                   | Nicola Byrne & Mick Donegan              |
| 2008 | Vereinigtes Königreich, Glasgow | 14                                       | Polen                                    | Edyta Herbuś & Marcin Mroczek            | Russland                                 | Tatjana Nawka & Alexander Litwinenko     | Ukraine                                  | Lilia Podkopayeva & Kyrylo Khytrov       |
| 2009 | Aserbaidschan, Baku             | Wettbewerb auf 2010 verschoben           | Wettbewerb auf 2010 verschoben           | Wettbewerb auf 2010 verschoben           | Wettbewerb auf 2010 verschoben           | Wettbewerb auf 2010 verschoben           | Wettbewerb auf 2010 verschoben           | Wettbewerb auf 2010 verschoben           |
| 2010 | Aserbaidschan, Baku             | Wettbewerb auf unbestimmte Zeit abgesagt | Wettbewerb auf unbestimmte Zeit abgesagt | Wettbewerb auf unbestimmte Zeit abgesagt | Wettbewerb auf unbestimmte Zeit abgesagt | Wettbewerb auf unbestimmte Zeit abgesagt | Wettbewerb auf unbestimmte Zeit abgesagt | Wettbewerb auf unbestimmte Zeit abgesagt |

### Medaillenspiegel
Im Folgenden ist der Medaillenspiegel dargestellt, der die erfolgreichsten Länder im Wettbewerb zwischen 2007 und 2008 zeigt. Mit jeweils einem Sieg waren Finnland und Polen die erfolgreichsten Teilnehmerländer des Wettbewerbes. Die Ukraine hatte mit einem zweiten und einem dritten Platz die meisten Medaillen des Wettbewerbes.
| Platz | Land     | Gold | Silber | Bronze | Gesamt |
| ----- | -------- | ---- | ------ | ------ | ------ |
| 1.    | Finnland | 1    | 0      | 0      | 1      |
| 1.    | Polen    | 1    | 0      | 0      | 1      |
| 3.    | Ukraine  | 0    | 1      | 1      | 2      |
| 4.    | Russland | 0    | 1      | 0      | 1      |
| 5.    | Irland   | 0    | 0      | 1      | 1      |

## Teilnehmer
Um am EDC teilnehmen zu können, musste der jeweilige teilnehmende Sender Teil der EBU sein. Zwischen 2007 und 2008 haben insgesamt 17 Länder am EDC teilgenommen. In der folgenden Übersicht sind alle 17 Teilnehmer dargestellt. Die nicht markierten Ländern, waren aktive Teilnehmer. Die markierten Teilnehmer hingegen waren inaktive Teilnehmer.
| Land                   | Debüt | Absage | Teilnahmen | Siege | Rundfunk    |
| ---------------------- | ----- | ------ | ---------- | ----- | ----------- |
| Aserbaidschan          | 2008  |        | 1          | 0     | ITV         |
| Dänemark               | 2007  |        | 2          | 0     | DR          |
| Deutschland            | 2007  | 2008   | 1          | 0     | ARD         |
| Finnland               | 2007  |        | 2          | 1     | YLE         |
| Griechenland           | 2007  |        | 2          | 0     | ERT         |
| Irland                 | 2007  |        | 2          | 0     | RTÉ         |
| Litauen                | 2007  |        | 2          | 0     | LRT         |
| Niederlande            | 2007  |        | 2          | 0     | NPO         |
| Österreich             | 2007  |        | 2          | 0     | ORF         |
| Polen                  | 2007  |        | 2          | 1     | TVP         |
| Portugal               | 2007  |        | 2          | 0     | RTP         |
| Russland               | 2007  |        | 2          | 0     | RTR         |
| Schweden               | 2007  |        | 2          | 0     | SVT         |
| Schweiz                | 2007  | 2008   | 1          | 0     | SF          |
| Spanien                | 2007  | 2008   | 1          | 0     | RTVE        |
| Ukraine                | 2007  |        | 2          | 0     | UA:Suspilne |
| Vereinigtes Königreich | 2007  |        | 2          | 0     | BBC         |

## Veranstaltungsort
Im Gegensatz zum Eurovision Song Contest wurde die Austragung des EDC über ein Bewerbungsverfahren der EBU entschieden. Insgesamt fanden beide Ausgaben des EDC in einem Land statt, dem Vereinigten Königreich. Ursprünglich hätten vor der Absage des Wettbewerbs auch andere Länder den EDC ausrichten sollen, wie es bei Aserbaidschan 2009 bzw. 2010 geplant war.
| Ausgerichtete Wettbewerbe | Land                   | Stadt   | Gebäude                                   | Jahr(e)    |
| ------------------------- | ---------------------- | ------- | ----------------------------------------- | ---------- |
| 2                         | Vereinigtes Königreich | London  | BBC Television Centre                     | 2007       |
| 2                         | Vereinigtes Königreich | Glasgow | Scottish Exhibition and Conference Centre | 2008       |
| 1 (geplant)               | Aserbaidschan          | Baku    | (kein Gebäude bekanntgegeben)             | 2009, 2010 |

## Verschiedenes
- Der Eurovision Dance Contest war eine Reaktion auf die weltweite Beliebtheit des BBC-Formats Strictly Come Dancing (in Deutschland: Let’s Dance und in Österreich Dancing Stars).

„The competition will be intense ... but and perhaps, just maybe, this is one competition we actually stand a chance of winning. (Der Wettbewerb wird hochgradig besetzt sein... aber möglicherweise, nur vielleicht, ist dies endlich ein Wettbewerb, bei dem wir tatsächlich eine Chance haben, zu gewinnen.)“

- Entwickelt wurde das Format von den Britischen Firmen Splash Media und Sunset + Vine